# Зелёная морская собачка
Зелёная морская собачка (Parablennius incognitus) — вид рыб из семейства собачковых (Blenniidae).

## Описание

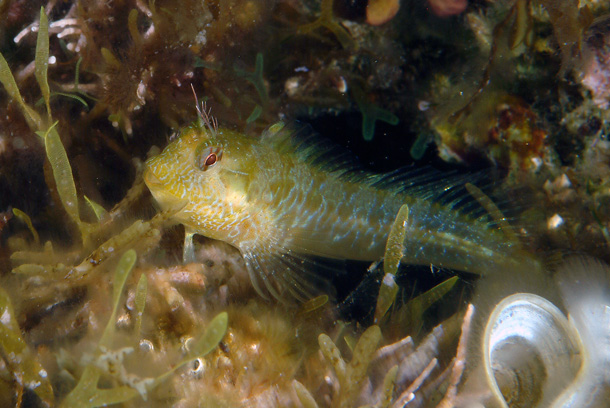

Наибольшая длина тела до 6,5 см. Тело удлиненное, невысокое, сжатое с боков. Спинной плавник, в котором не более 19 разветвленных лучей, с заметной выемкой между передней и задней частями, почти соприкасается с хвостовым плавником. На передней части головы и затылка часто бывают щупальца. Общий фон окраски серовато-зеленоватый, на боках до 7-9 желтовато-коричневатых или буроватых поперечных полос. Во время размножения самцы приобретают желтый, красный, коричневый, зеленый и т. д. цвета и у них появляются расширения на концах лучей передней части анального плавника..

## Ареал
Распространение вида: Восточная Атлантика (Мадейра, Канарские острова, Виктория, Камерун, Иберийский полуостров), Средиземное, Мраморное, Чёрное моря.
На Украине впервые вид отмечен в 2002 году в Чёрном море в районе Севастополя, а уже в следующем году начал массово встречаться в прибрежных водах на открытых скалистых участках побережья от Севастопольской бухты до мыса Фиолент. К 2013 году распространилась вдоль всего Южного берега Крыма вплоть до мыса Опук.

## Биология
Морская донная жилая рыба прибрежных мелководных скалистых участков. Держится небольшими группами среди скал и больших камней на глубинах до 0,5-2,5 м, где предпочитает участки с уплощенными плитами, в которых ест места, чтобы прятаться, покрытыми водорослями. Размножение, видимо, в мае-августе. Самцы делают свои гнезда в щелях, пещерках и полостях, среди камней мелководий. Для самцов характерны брачные танцы. Обычно с одним самцом нерестится несколько самок. Самец активно защищает гнездо. Питаются донными беспозвоночными и частично водорослями.